# Ребека Валензуела Алварез
Ребека Валензуела Алварез (енгл. Rebeca Valenzuela Álvarez, Ермосиљо, Сонора, Мексико; 1. септембар 1992)  је мексичка параолимпијска атлетичарка са оштећеним видом. Представљала је Мексико на Летњим параолимпијским играма 2012, 2016. и 2021. године и освојила је бронзану медаљу у дисциплини Ф12 у бацању кугле за жене 2016. Такође је освојила бронзану медаљу у истој дисциплини на Летњим параолимпијским играма 2020.
Године 2019. квалификовала се да представља Мексико на Летњим параолимпијским играма 2020. у Токију, у Јапану, након што је освојила бронзану медаљу у дисциплини Ф12 у бацању кугле за жене на Светском првенству у параатлетици 2019. одржаном у Дубаију, Уједињени Арапски Емирати. Такође се такмичила у женској дисциплини бацање копља Ф13 где је завршила на 6. месту.